# New York Knicks 1950-1951
La stagione 1950-51 dei New York Knicks fu la 5ª nella NBA per la franchigia.
I New York Knicks arrivarono terzi nella Eastern Division con un record di 36-30. Nei play-off vinsero nella semifinale di division con i Boston Celtics (2-0), la finale di division con i Syracuse Nationals (3-2), perdendo poi la finale NBA con i Rochester Royals (4-3).

## Roster
| N°   | Naz.                   | Ruolo | Sportivo         | Anno | Alt. | Peso |
| ---- | ---------------------- | ----- | ---------------- | ---- | ---- | ---- |
|      | Stati Uniti (bandiera) | C     | Ray Ellefson     | 1922 | 203  | 104  |
| 5    | Stati Uniti (bandiera) | GA    | Max Zaslofsky    | 1925 | 188  | 77   |
| 7    | Stati Uniti (bandiera) | G     | Ray Lumpp        | 1923 | 185  | 81   |
| 9    | Canada (bandiera)      | GA    | Ernie Vandeweghe | 1928 | 191  | 88   |
| 10   | Stati Uniti (bandiera) | GA    | Tex Ritter       | 1924 | 188  | 84   |
| 11   | Stati Uniti (bandiera) | AC    | Harry Gallatin   | 1927 | 198  | 95   |
| 12   | Stati Uniti (bandiera) | A     | Vince Boryla     | 1927 | 196  | 95   |
| 14   | Stati Uniti (bandiera) | A     | Gene James       | 1925 | 193  | 82   |
| 15   | Stati Uniti (bandiera) | G     | Dick McGuire     | 1926 | 183  | 82   |
| 16-6 | Stati Uniti (bandiera) | A     | Tony Lavelli     | 1926 | 191  | 84   |
| 17   | Stati Uniti (bandiera) | A     | George Kaftan    | 1928 | 191  | 86   |
| 18   | Stati Uniti (bandiera) | AC    | Connie Simmons   | 1925 | 203  | 101  |
| 19   | Stati Uniti (bandiera) | AC    | Nat Clifton      | 1922 | 198  | 100  |

## Staff tecnico
- Allenatore: Joe Lapchick
- Vice-allenatore: Butch van Breda Kolff